# Весеуд (Слімнік, Сібіу)
Весеуд (рум. Veseud) — село у повіті Сібіу в Румунії. Входить до складу комуни Слімнік.
Село розташоване на відстані 227 км на північний захід від Бухареста, 21 км на північ від Сібіу, 99 км на південний схід від Клуж-Напоки, 115 км на захід від Брашова.

## Населення
За даними перепису населення 2002 року у селі проживали 293 особи, з них 291 особа (99,3%) румунів. Рідною мовою 291 особа (99,3%) назвала румунську.